# Euptera zowa
Euptera zowa is een vlinder uit de familie Nymphalidae. De wetenschappelijke naam is, als Euptera pluto zowa, voor het eerst geldig gepubliceerd in 1965 door Richard M. Fox.

## Type
- holotype: "female, 4.II.1955. leg. R.M. Fox"
- instituut: CM, Pittsburgh, Pennsylvania, Amerika
- typelocatie: "Liberia, Harbel"